# Doce de Octubre (Medellín)
La Comuna n.º 6, Doce de Octubre  es una de las 16 comunas de la ciudad de Medellín, capital del Departamento de Antioquia. Se encuentra ubicada en la zona noroccidental. Limita por el norte con el municipio de Bello; por el oriente con la Comuna n.º 5 Castilla; por el sur con la Comuna n.º 7 Robledo, y al occidente con el Corregimiento de San Cristóbal. Su distribución urbana se caracteriza por ser una formación espontánea, no planificada.[cita requerida]

## Historia
En la década de 1930 se inició el poblamiento en el sector del «Picachito», él cual se caracterizó por ser de viviendas dispersas a las que se accedía desde la Carretera al Mar o la vía que de Robledo llevaba al Cerro El Picacho. Fue un proceso lento. Sólo a partir de los años 50 se inició el proceso de urbanización en una forma continua y con carácter masivo. La primera urbanización se realizó en 1951 en terrenos del Sr. J. Shwarberg, quien loteó lo que actualmente es el barrio Santander, al cual se trasladaron entre 1958 y 1960 algunas familias asentadas en las riberas de la quebrada La Iguaná.[cita requerida]
En 1962 el Instituto de Crédito Territorial (ICT) hoy INURBE, realizó la primera acción en la comuna, el loteo del actual barrio Pedregal, desarrollado por autoconstrucción. A partir de este momento la entidad desempeñó un papel preponderante en el crecimiento urbano del Doce de Octubre.
En 1965, sin autorización de la oficina de Planeación, la familia Cock Alvear, propietaria de grandes extensiones de tierra en esta comuna, inició el loteo de lo que actualmente se llama Miramar. Esta familia se constituyó en otro agente fundamental en el proceso de poblamiento de la comuna.
Desde 1970, cuanto el ICT inicia la construcción de la primera etapa de la urbanización Doce de Octubre, hasta 1976 cuando se entrega la cuarta y última etapa, se da una masiva construcción de vivienda e infraestructura física con normas mínimas de urbanización.
En 1984 con la invasión denominada El Triunfo, se dio el poblamiento espontáneo que es característico del extremo noroccidental de la comuna y que originó los asentamientos Mirador, El Progreso, Brasil, Arrayanes, El Triunfo y Picachito.

## Geografía
El área total de Doce de Octubre es de unos 383.56 hectáreas, se asienta sobre la ladera que va de la base del Cerro El Picacho, cota 1900, hasta la cota 1600. Predominan las pendientes fuertes, todas por encima del 20%. Algunos barrios están en terrenos con pendientes superiores al 60%, como es el caso del Picacho, Picachito y Mirador del Doce.
En la base del Cerro El Picacho, por las pendientes del terreno y las condiciones de los suelos, hay zonas declaradas de alto riesgo geológico.
Las quebradas La Quintana, La Cantera, La Minita, La Moreno y La Madera cruzan la comuna en sentido occidente - oriente. Las modificaciones en sus cauces, el incremento de sus caudales por el vertimiento de alcantarillados y aguas lluvias, y los escombros y basuras arrojados por la población asentada en sus riberas, hacen que estas quebradas se hayan convertido en un factor generador de problemas sanitarios y de riesgo de inundación, además de generar continuamente daños en la infraestructura vial y en las viviendas.

## Demografía
| Rango de edad | n.º de habitantes | Porcentaje |
| ------------- | ----------------- | ---------- |
| 0 - 14        | 56.678            | 29.4       |
| 15 - 39       | 85.486            | 44.3       |
| 40 - 64       | 42.240            | 21.9       |
| 65 y más      | 8.252             | 4.2        |
| Total         | 192,656           | 100.0      |

De acuerdo con las cifras presentadas por el Anuario Estadístico de Medellín de 2005, Doce de Octubre cuenta con una población de 192,656 habitantes, de los cuales 90,035 son hombres y 102,621 son mujeres. Como puede observarse en el cuadro, la gran mayoría de la población está por debajo de los 39 años (73.7%) del cual el mayor porcentaje lo aporta la población adulta joven (44.3%) con rango de edad de 15 a 39 años. Sólo un 4.2% representa a los habitantes mayores de 65 años es decir la población de la tercera edad.
Según las cifras presentadas por la Encuesta Calidad de Vida 2005 el estrato socioeconómico que predomina en el Doce de Octubre es el 2 (bajo), el cual comprende el 60.3 % de las viviendas, seguido por el estrato 3 (medio-bajo), que corresponde al 27.1 %, y el estrato 1 (bajo) con el 12.6 %, estas condiciones socioeconómicas caracterizan la totalidad de los barrios de esta comuna.
El Doce de Octubre, se desarrolla en una extensión de 383.56 hectáreas, con una densidad de 502 habitantes por hectárea, la más alta de la ciudad.

### Etnografía
Según las cifras presentadas por el DANE del censo 2005, la composición etnográfica de la comuna es:
- Mestizos & Blancos (97%)
- indígenas (3%)

## División
El Decreto n.º 997 de 1993 ajustó la división político - administrativa del Municipio de Medellín, quedando la comuna conformada por doce barrios:
| Santander             |
| Doce de Octubre n.º 1 |
| Doce de Octubre n.º 2 |
| Progreso n.º 2        |
| El Triunfo            |
| Mirador del Doce      |
| Picachito             |
| Picacho               |
| San Martín de Porres  |
| Pedregal              |
| La Esperanza          |
| Kennedy               |

## Economía
La comuna de Doce de Octubre es enteramente un sector residencial, por lo cual carece de estructura económica plenamente desarrollada, solo se presenta comercio básico y servicios complementarios a la vivienda, especialmente por los principales corredores viales y centros de barrio.
Existe un Corredor Estructurante, cuyo uso principal es de actividad múltiple zonal, que es la Carrera 78 – 78 B, entre calles 96 y 104. Un segundo corredor se encuentra en la carrera 74 entre las calles 104 y 106.

## Infraestructura vial y transporte
Se carece de una infraestructura vial adecuada para el transporte público. La carrera 80 constituye el único corredor de especificaciones aceptables. Las otras vías sobre las cuales se desplazan las rutas de transporte público, por sus características de diseño y construcción a partir de normas mínimas, se ven sometidas a un proceso de deterioro creciente y de conflicto vehicular, situación agravada por las altas pendientes de las calles que las inhabilitan para el transporte público.
En la comuna circulan un total de nueve (9) rutas de transporte público que, al igual que las del resto de la ciudad, tienen un diseño radial orientado al centro.
Colectivos que pasan por la Comuna 6 (Ver nota abajo):
- 252 (Primaveral, Kennedy, Facultad de Minas, La 80, Estadio, Calle Colombia, Alpujarra, Centro), 254 (barrio El progreso #2, Picacho, Miramar, Picacho, Facultad de Minas,  La 80, Estadio,Calle Colombia, SENA, Minorista, Centro), 261A (Kennedy, Santander, San Martín de Porres, Alfonso López, Terminal del Norte, Minorista, Centro), 263 (Doce de Octubre, Pedregal, CASD, Castilla, Iglesia San Judas, Terminal del Norte, UdeA, Ruta N, Centro), 282 (París, HPTU, TdeA, CC Florida, UdeA, Centro), 285 (Robledo - Miramar, París, Doce de Octubre, Facultad de Minas, La 80, Los Colores, Cuarta Brigada, Universidad Católica Luis Amigó, Perdiódico El Mundo, Estadio, Calle Colombia, Alpujarra, Centro), 288 (París, Doce de Octubre, Miramar, Facultad de Minas, La 80, Estadio, Calle Colombia, Ayacucho, Centro), 289 (barrio El progreso #2, Picacho, Miramar, Pilarica, I.T.I Pascual Bravo/ I.U Pascual Bravo, Instituto Teconológico Metropolitano, CC Florida, UNAL Medellín, Villanueva, Av. Oriental, Centro, UdeA, con retorno hacia Picacho), 402 (París, Doce de Octubre, Miramar, Altamira, HPTU, CC Florida, UNAL Medellín, Minorista, Centro). 
(Los colectivos 252 y 285, son de la empresa Conducciones Palenque Robledal y la mayoria son de Transportes Medellín - Castilla)